# Albert Salomon Anselm von Rothschild
Albert Salomon Anselm Freiherr von Rothschild (29 d'octubre de 1844). – 11 de febrer de 1911) va ser un banquer a Àustria-Hongria i membre de la família de banquers Rothschild d'Àustria. Entre els negocis que posseïa hi havia Creditanstalt i Northern Railway.

## Primers anys
Rothschild va néixer a Viena el 29 d'octubre de 1844. Va ser el fill petit d'Anselm von Rothschild (1803–1874) i Charlotte von Rothschild (1807–1859).
Conegut a la família com "Salbert", va ser educat a Bonn.

## Carrera
Després que el seu pare va emmalaltir el 1866, Albert va assumir el càrrec de cap de l'empresa familiar Rothschild a Àustria. A la mort del seu pare el 1874, els germans grans d'Albert, Nathaniel i Ferdinand, van heretar la major part dels béns immobles i la col·lecció d'art dels seus pares. L'empresa familiar, però, va passar a Albert, incloent-hi el banc SM von Rothschild, la participació més gran de la Creditanstalt, i les accions del Northern Railway. Després de dues generacions a Àustria, les comunicacions entre la seva família i els Rothschild a Anglaterra havien disminuït considerablement, però Albert va restablir sàviament l'intercanvi regular d'informació vital sobre temes econòmics i polítics actuals als seus respectius països.

### Art i residències

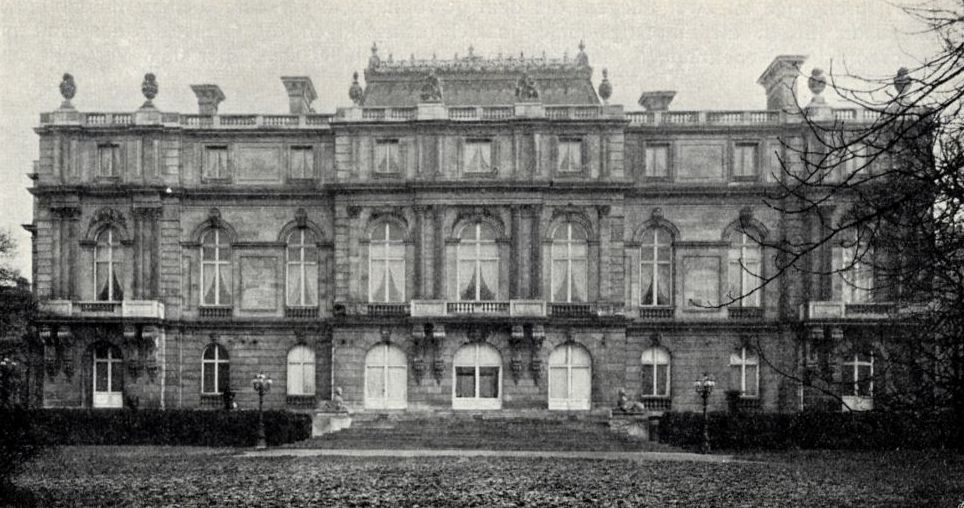
Palau Albert Rothschild, façana del jardí, c. 1906

Rothschild posseïa diverses grans propietats, com ara el Palais Albert Rothschild a Prinz-Eugen-Straße 20-22, al quart districte de Wieden de Viena, dissenyat per l'arquitecte francès Gabriel-Hippolyte Destailleur i construït entre 1876 i 1882. Quan el seu germà solter i sense fills Nathaniel va morir el 1905, Albert va heretar el seu Palais Nathaniel Rothschild al Theresianumgasse 14-16 de Viena juntament amb la seva gran col·lecció d'art.
També va continuar la implicació de la família en les arts i amb projectes filantròpics. Va ser un mecenes dels escacs que va ajudar a finançar els tornejos de Viena de 1873, 1882, 1898, 1903 (Gambit) i 1908. També va ser president de l'Associació d'Escacs de Viena 1872-1883 i un fort jugador aficionat. Es va interessar especialment per les institucions que donaven assistència a artistes i músics jueus.
Albert va rebre la Creu del Mèrit el 1893 pel seu paper en la reforma monetària austrohongaresa.

## Vida personal

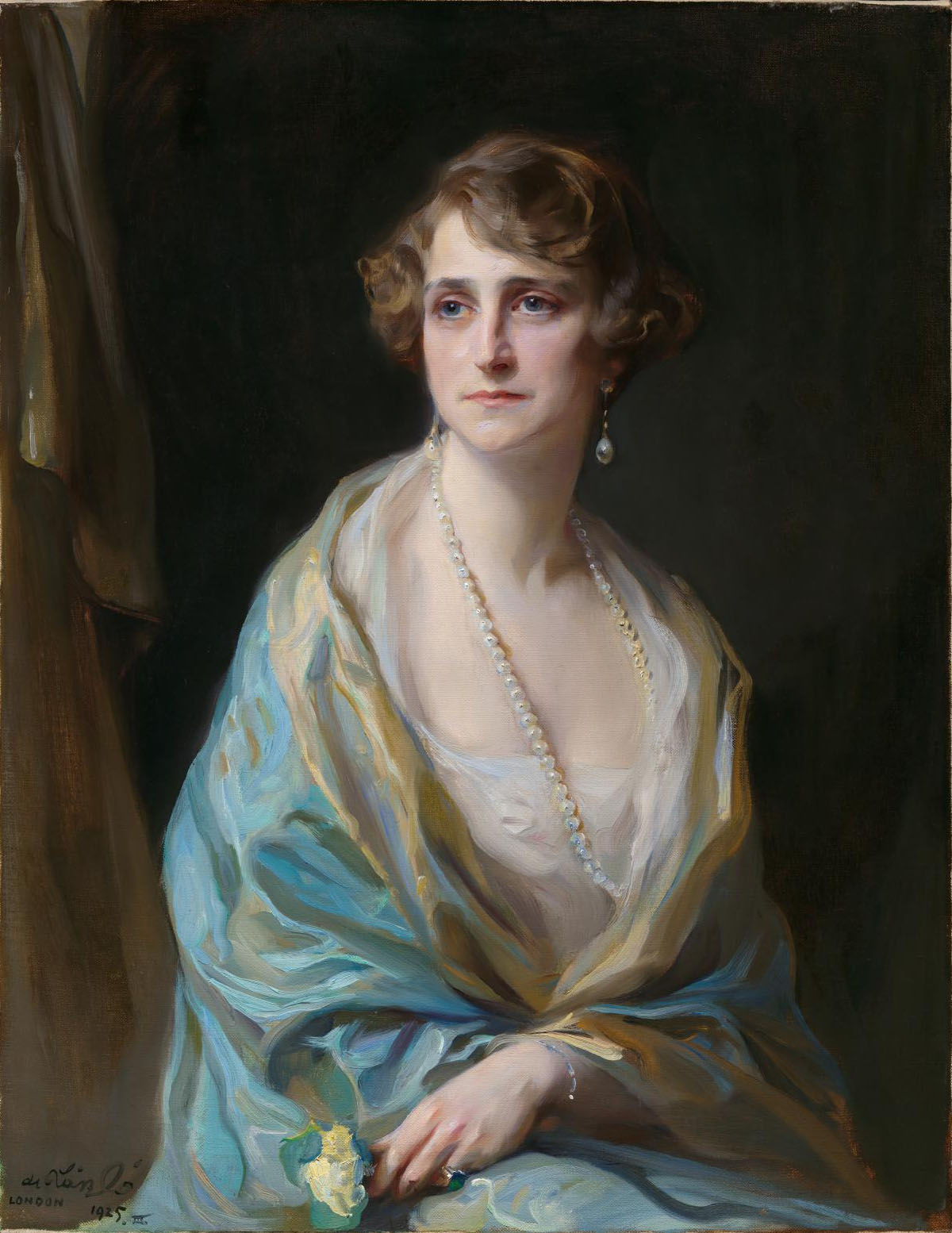
Retrat de la seva nora, Clarice Sebag-Montefiore, per Philip de László, 1925

El 1876, Rothschild es va casar amb la seva cosina segona, la baronessa Bettina Caroline de Rothschild (1858–1892) de París, França, filla d'Alphonse James de Rothschild. Abans de la seva mort el 1892, eren pares de set fills:
- Georg Anselm Alphonse von Rothschild (1877–1934), que mai es va casar i va morir en un hospital psiquiàtric privat.
- Alphonse Meyer de Rothschild (1878–1942), que es va casar amb l'anglesa Clarice Sebag-Montefiore, el 1912.[3]
- Charlotte Esther von Rothschild (1879–1885), que va morir jove.
- Ludwig Nathaniel von Rothschild (1882–1955), que es va casar amb la comtessa Hildegarde Karoline Johanna Maria von Auersperg el 1946.[4]
- Eugène Daniel von Rothschild (1884–1976), que es va casar amb una divorciada estatunidenca, la comtessa Erwein von Schönborn-Buchheim (nascuda Catherine "Kitty" Wolf, abans senyora Dandridge Spotswood),[5] el 1925.[6]  Després de la seva mort el 1946, es va casar amb l'actriu Jeanne Stuart el 1952.[7][8]
- Valentine Noémi von Rothschild (1886–1969), que es va casar amb el baró Sigismund von Springer.[9]
- Oskar von Rothschild (1888–1909), que mai es va casar i es va suïcidar als 21 anys.

El desembre de 1887, Albert i la seva dona van rebre el dret de ser presentats a la cort, la primera vegada que aquest privilegi s'havia concedit a Àustria als jueus.
Rothschild va morir a Viena l'11 de febrer de 1911 i va ser enterrat al costat de la seva dona i la seva filla Charlotte, de sis anys, al Zentralfriedhof de la ciutat. El seu fill gran, Georg, i el seu fill petit, Oskar, també van ser enterrats al Zentralfriedhof.

### Llegat
Després de la mort de la seva dona el 1892 a l'edat de trenta-quatre anys, Rothschild va donar 500.000 florins per construir el Bettina Frauenspital (Hospital Bettina per a dones) en memòria seva i una begònia Bettina Rothschild va rebre el seu nom. L'astrònom austríac Johann Palisa va batejar el gran asteroide del cinturó principal que va descobrir el 1885 250 Bettina en honor seu com a benefactor de l'Observatori de Viena.
En reconeixement dels anys de suport financer d'Albert von Rothschild, l'asteroide Albert Amor 719 va ser nomenat en la seva memòria per l'astrònom Johann Palisa.